# Soho
Soho je oblast grada Vestminstera i deo je zapadnog kraja Londona.Dugo je bio okrug za zabavu,većim delom 20-og veka Soho je imao reputaciju za sex shop kao i za noćni život i filmsku industriju. Još od ranih 80-ih, okrug je pretrpeo znatnu transformaciju. Danas je pretežno modni okrug restorana i medijskih kancelarija, sa malim ostatkom seks industrije. Soho je mali, multikulturalni okrug centralnog Londona; kuća industrije, trgovine, kulture i zabave, kao i stambeno naselje i za bogate i za siromašne. Ima klubove, uključujući nekadašnji noćni klub Chinawhite ; javne kuće; barove; restorane; sa nekoliko seks prodavnica rasutih među njima; i coffee shops koje rade cele noći vikendima. Mnogi vikendi u Sohou su prezauzeti, tako da nekada zatvaraju ulice za mašineriju.

## Istorija

### Toponimija
Ime "Soho" najpre se pojavilo u 17-om veku. Većina vlasti veruje da ime potiče od nekadašnjeg lovačkog vapaja. Džejms Skot, prvi vojvoda Monmuta, koristio je "soho" kao poziv okupljanja svojih ljudi bitka za Sedgemur 6. jula 1685, pola veka nakon što je ime prvi put korišćeno za okrug Londona. Ime Soho preuzimali su drugi zabavljači i okruzi restorana poput Soho, Hong Kong; SoHo, Njujork; Soho, Malaga; Palermo Soho, Buenos Ajres.

### Broad Street pumpa
Značajan događaj u istoriji epidemiologije i zdravstva bila je Dr. Džon Snouva studija outbreak 1854. kolere u Sohou. Identifikovao je uzrok izbijanja poput vode sa javne vodene pumpe locirane u čvoru Broad Streeta (sadašnje Broadwick Street) i Cambridge Street (sadašnje Lexington Street), blizu zadnjeg zida današnje John Snow javne kuće.
Replika pumpe, sa memorijalnom pločom i bez drške (da označi Snouvu akciju za zaustavljanje epidemije) podignuta je u blizini originalne pumpe.

### Muzička scena
Soho je pomenut u Brehtovoj poznatoj pesmi "Mack The Knife":
| „ | And the ghastly fire in Soho, seven children at a go – In the crowd stands Mack the Knife, but he's not asked and doesn't know. | ” |

U ranim 50-im, Soho je postao centar beatnik kulture u Londonu.Kafe barovi poput Le Macabre (Wardour Street), imali su stolove za kafu, negovali su poeziju, džez ples i političke debate.Goings On, u Archer Streetu, bio je nedeljni popodnevni klub, organizovan od strane liverpulskih istaknutih pesnika Pit Brauna, Džoni Birn i Spajk Hokins, koji se otvorio januara 1966.
The 2i's Coffee Bar je verovatno prvi rok klub u Evropi, otvoren 1959. (59 Old Compton Street),i uskoro je Soho postao centar početničke rok scene Londona. Klubovi su uključivali Flamingo Club ("otvoren 1952 kao Jazz at the Mapleton"), La Discothèque, Whisky a Go Go, Ronan O'Rahilly's , The Scene Club 1963 (blizu Windmill Theatre u Ham Jardu – formalno The Piccadilly Club) i džez klubovi poput Ronnie Scott's (otvoren 1959 u 39 Gerrard Street i preseljen u 47 Frith Street 1965. godine) i the 100 Club.
Sohova Wardour Street bila je dom legendarnog Marquee Club (90 Wardour Street) otvorenog 1958, gde su Roling Stonsi prvi put nastupali jula 1962. Erik Klepton i Brajan Džouns su živeli u Sohou neko vreme, deleći stan sa budućim rok publicistom, Tonijem Brainsbijem.
Soho je isto bio dom Trident Studios u 17 St Anne's Court između 1968. i 1981. gde su nastupali neki najpoznatiji umetnici svih vremena uključujući Bitlse, Eltona Džona, Kvin i Dejvid Bouia.
Denmark Street je poznata po vezi sa Britanskom popularnom muzikom. Seks Pistols su živeli ispod broja 6 Denmark Street, i snimali svoje prve demoe. Džimi Hendriks, Rolingstonsi i Donovan su snimali tamo i Elton Džon je napisao svoju poznatu pesmu "Your Song" na ulici.

### Sex industrija
Okrug Soho se nalazi u srcu Londonske sex industrije više od 200 godina.
Soho nastavlja da bude centar sex industrije Londona, i poseduje brojne licencirane sex prodavnice. Postoji clip joint u Tisbury Courtu i adult cinema u blizini. Prostitutke su široko rasprostranjene.

### Windmill pozorište
Windmill pozorište bilo je ozloglašeno. Otvoreno je juna 1931 i bilo je jedino pozorište u Londonu koje se nikad nije zatvorilo , izuzev na prinudnih 12 dana između 4 i 16 septembra 1939.

### Raymond Revuebar
Raymond Revuebar je bio mali teatar specijalizovan za striptiz i golišavi ples. Vlasnik je bio Pol Rejmond i otvoreno je 21. aprila 1958. Najupečatljivija karakteristika Revuebar-a bio je ogroman osvetljeni znak proglašavajući da je to "Svetski centar erotske zabave".

### Admiral Duncan nail bombing
30. aprila 1999, Admiral Duncan pub u Old Compton Street, koji služi gej zajednicu, bio je uništen u nail bomb.Bilo je troje mrtvih i 30 povređenih.

## Geografija
Soho ima površinu od oko kilometar kvadratni i može se posmatrati kao omeđen Oksfordskom ulicom na severu, Regent Street na zapadu, Leicester Square na jugu i Charing Cross Road na istoku. Soho nikada nije bio administrativna jedinica sa formalno definisanim granicama. Okrug na zapadu je poznat kao Mejfer, na severu Ficrovia, na istoku St Giles i Covent Garden, i na jugu St James's. 

### Ulice
- Berwick Street ima prodavnice diskova,fabrike i mali street market otvoren od ponedeljka do Subote.
- Carnaby Street je kratko vreme bio modni centar 60-ih godina. Ubrzo je postao poznat po robi lošeg kvaliteta.
- Dean Street je dom Soho Theatre, i krčme zvane The French House popularne za vreme II svetskog rata.
- Denmark Street bila je centar muzičkog izdavaštva.
- Frith Street gde je Džon Logi Berd prvi pokazao televiziju u svojoj laboratoriji.Mozart je živeo ovde par godina kao dete.
- Gerrard Street je dom Ronnie Scott's Jazz Club, 43 Club-a i Dive Bar-a. Takođe je centar London's Chinatown.
- Golden Square je urbani trg, dom nekoliko glavnih medijskih kompanija.
- Great Marlborough Street bila je nekadašnja lokacija Filipa Morisa originalne Londonske fabrike i dao je ime Marlboro brendu. Ovo je i nekadašnji dom London College of Music.
- Great Windmill Street (ispod Lexington Street na mapi – nije pokazano) bio je dom Windmill pozorišta..
- Greek Street
- Old Compton Street ovde je bio prvi bioskop za odrasle u Engleskoj (The Compton Cinema Club). Dogi Milings, poznati krojač grupe Bitlsi,imao je svoju prvu radnju u 63 Old Compton Street otvorenu 1962.[14]
- U Soho Square su Pol Mekartnijeve kancelarije MPL Communications, i nekadašnji Football Association štab.
- Wardour Street bila je dom Marquee Club

## Transport
Najbliže Londonske podzemne stanice su Oxford Circus, Piccadilly Circus, Tottenham Court Road, Leicester Square i Covent Garden.
Noćna istraživanja kaja je sproveo Westminster Council između10 pm i 4 am ukazuje da su ulice Old Compton Street, Dean Street, i Frith Street dostigle najveći stepen gužve u Soho okrugu.

## Ekonomija

### Film, medija i post-produkcija
Soho je centar nezavisnog filma i video industrije kao i televizijske i filmske industrije. Britanski odbor za kvalifikaciju filmova se može naći u Sohou. Komunikacionom mrežom Sohoa upravlja Sohonet, koji povezuje Soho medije i post-produkcijsku zajednicu sa Britanskim filmskim studiom lokacija poput Pinewood Studios i Shepperton Studios i drugi veliki proizvodni centri širom sveta. Uključujući London, Pariz, Barselonu, Amsterdam, Rim, Njujork, Los Anđeles, Vankuver, Toronto, Sidnej, Brisbejn, Melburn, Velington i Oklend.

### Gej selo
Soho je dom glavnog Londonskog gej sela, u okolini Old Compton Streeta, gde postoji desetine uspešnih firmi.

### Chinatown
Gerrard Street je centar London's Chinatown, mešavine kompanija i restorana (uključujući Lee Ho Fook's, pomenutom u Varen Zevonovoj pesmi "Werewolves of London"). Ulični festivali se održavaju tokom cele godine, najviše u vreme kineske nove godine.

### "Volim Soho"
Na dan zaljubljenih 2006, kampanja je pokrenuta kako bi vratila poslovanje u srce Sohoa. Kampanja Volim Soho, ima internet stranicu (www.ilovesoho.co.uk). Kampanju je pokrenuo Rejmond Revuber u Walkers Court-u. Volim Soho kampanja je podržana od strane bivšeg gradonačelnika Londona Ken Livingstona, društva u Sohou, Westminster Council.

## West End pozorište
Soho je blizu srcu londonskog okruga pozorišta. To je dom Soho pozorišta, izgrađenog 2000 da predstavi nove predstave i komedije.

### Religija
Soho je dom verskih i duhovnih grupa, značajne su crkva St Anne u Dean Street-u (uništena V1 leteća bomba za vreme II svetskog rata, a zatim ponovo otvorena 1990), Crkva svetog Patrika Soho trg (pronađena od strane irskih imigranata u 19-om veku), City Gates Church sa centrom u Greens Court-u, Hare Krishna hram Soho trga i mala dzamija u Berwick Street-u.

## Spoljašnje veze
- Soho memories Архивирано на веб-сајту  (10. април 2011)
- Soho туристички водич са Википутовања
- The Soho Society
- The Survey of London: volumes 33 and 34, St Anne Soho (1966)—full text online
- The Soho Bombing in 1999